# William Dale Montgomery

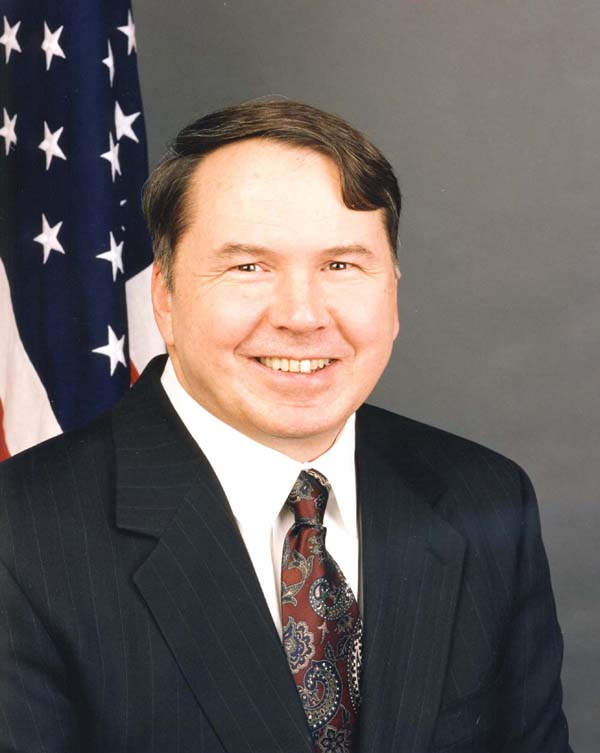
William Dale Montgomery (2002)

William Dale Montgomery (* 1945) ist ein ehemaliger US-amerikanischer Diplomat, der unter anderem zwischen 1993 und 1996 Botschafter der Vereinigten Staaten in Bulgarien, von 1998 bis 2000 Botschafter in Kroatien sowie zwischen 2002 und 2004 Botschafter in Serbien und Montenegro war.

## Leben
William Dale Montgomery absolvierte nach dem Schulbesuch ein Psychologiestudium an der Bucknell University in Lewisburg, welches er mit einem Bachelor of Arts (BA Psychology) beendete. Danach leistete er von 1967 bis 1970 Militärdienst in der US Army und kam ein Jahr lang im Vietnamkrieg zum Einsatz. Für seine militärischen Verdienste wurde er mit der Bronze Star Medal, der Army Commendation Medal mit dem Kampfzusatz „V“ sowie der Combat Infantryman Badge ausgezeichnet. Er absolvierte ein postgraduales Studium im Fach Internationale Betriebswirtschaftslehre an der George Washington University, welches er mit einem Master of Business Administration (MBA International Business) abschloss. Danach trat er 1974 als Foreign Service Officer in den diplomatischen Dienst des Außenministeriums und war zwischen 1986 und 1987 auch Absolvent des National War College (NWC) in Fort Lesley J. McNair. Er war zwischen 1988 und 1991 als Ständiger Vertreter stellvertretender Botschafter in der Volksrepublik Bulgarien.
Am 8. Oktober 1993 wurde Montgomery zum Botschafter der Vereinigten Staaten in Bulgarien ernannt und übergab dort am 27. Oktober 1993 als Nachfolger von Hugh Kenneth Hill seine Akkreditierung. Er verblieb auf diesem Posten bis zum 17. Januar 1996 und wurde daraufhin von Avis T. Bohlen abgelöst. Er selbst wiederum war anschließend von 1996 bis 1997 im Außenministerium als Sonderberater für den Friedensprozess in Bosnien und Herzegowina tätig. Danach wurde er am 18. November 1997 zum Botschafter in Kroatien ernannt, wo er am 8. Januar 1998 als Nachfolger von Peter W. Galbraith sein Beglaubigungsschreiben überreichte. Dieses Amt übte er bis zum 17. September 2000 aus, woraufhin Lawrence G. Rossin seine dortige Nachfolge antrat.
Nachdem William Dale Montgomery von 2000 bis 2001 kommissarischer Botschafter war, wurde er am 26. November 2001 zum Botschafter in der Föderativen Republik Jugoslawien ernannt und übergab dort am 4. Januar 2002 seine Akkreditierung. Auf diesem Posten verblieb er auch nachdem das Land zum 4. Februar 2003 in Serbien und Montenegro umbenannt wurde bis zum 24. Februar 2994, woraufhin Michael C. Polt ihn ablöste.
Aus seiner Ehe mit Lynne Germain Montgomery gingen drei Kinder hervor.

## Veröffentlichung
- Struggling with Democratic Transition. A memoir by the last American Ambassador to Yugoslavia, Belgrad 2010